# 가미카와군 (데시오국)

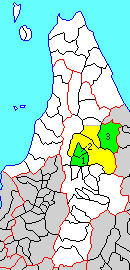
가미카와 군 (데시오 국)의 위치

가미카와군(일본어: 上川郡)은 일본 홋카이도 가미카와 지청의 북부에 위치하는 군이다.
인구 8,348명, 면적 1,000.3km², 인구밀도 8.35명/km².(2025년 2월 28일, 주민기본대장인구)
이하 3정으로 구성된다.
- 왓사무정(和寒町)
- 겐부치정(剣淵町)
- 시모카와정(下川町)

## 역사
에도 시대에 가미카와 군역은 서 에조치에 속했고 마쓰마에번령이었다. 에도 시대 후기가 되면서 국방상의 이유로부터 군역은 천령이 되었다. 1869년 8월 15일에 가미카와 군이 두어져 홋카이도 데시오국에 포함되었다. 군명은 데시오강의 상류에 해당하는 것에서 명명되었다. 남쪽으로 이시카리국 가미카와 군과는 시오카리 고개가 경계를 이룬다.
- 2005년 9월 1일 - 아사히 정이 시베쓰 시와 합병해, 시베쓰시가 성립, 군에서 이탈하였다.
- 2006년 3월 27일 - 후렌 정이 나요로 시와 합병해, 나요로시가 성립, 군에서 이탈하였다.

## 같이 보기
- 가미카와 군 (이시카리 국)
- 가미카와 군 (도카치 국)